# Matthew Tasa
Matthew Tasa (* 1978 in Frankfurt am Main) ist ein amerikanischer Musikproduzent, Songwriter und Sänger. Seinen  größten Erfolg als Sänger feierte er mit der Gruppe Fusion und deren Top-30-Hit China in Your Hand. Als Songwriter arbeitete er u. a. für Xavier Naidoo, Giovanni Zarrella, Mehrzad Marashi, Part Six, Tatana, Anna Maria Kaufmann, Tone, Azad und Kitty Kat.

## Biografie

### Jugend und erste musikalische Erfahrungen
Matthew Tasa begann im Alter von fünf Jahren mit einer klassischen Musikausbildung bei der, der Schwerpunkt auf Klavierunterricht lag. Die Klavierausbildung genoss er insgesamt 11 Jahre. Mit 13 Jahren schrieb er seine ersten Kompositionen und arbeitete zum ersten Mal mit professionellen Produzenten.
Im Alter von 15 entschloss sich Tasa, Gesangsunterricht zu nehmen. Mit 16 besuchte er die Frankfurter School of Performing Arts, die Scream Factory, auf der er von George Liszt, Amy Leverenz und Joe Whitney unterrichtet wurde.

### Erste Erfolge
1995 nahm Matthew Tasa mit dem Produzenten Vernon Baur, dem langjährigen Produzenten von Trance DJ Talla 2XLC, seinen ersten Song auf. In den folgenden Monaten arbeitete Matthew bei musikalischen Projekten mit. Unter anderem wirkte er bei der türkischen Gruppe Intikam als Sänger mit, veröffentlichte 1996 auf der Rave-Kompilation „Summer Rave 96“ seine erste Produktion und unterrichtete 1997 an der F.I.S (Frankfurt International School) privaten Gesangsunterricht.

### Kommerzieller Durchbruch
1998 komponierte Matthew den Song For the Sake of Love, welcher ein Jahr später mit dem Titel „China in your Hand“ herauskam. 1999 begann die Zusammenarbeit mit dem Trance-Produzenten Torsten Stenzel und der DJ Tatana aus der Schweiz. Im laufenden Jahr folgten diverse Single-Auskopplungen unter dem Namen DJ Tatana – More Than Words (erreichte Top 20 in der Schweiz) und war 1999 die offizielle Street Parade Hymne.
Im Alter von 20 Jahren unterschrieb Tasa einen Plattenvertrag mit BMG/RCA als Mitglied und Mitgründer der Band Fusion. Die erste Veröffentlichung von Fusion war der Song China In Your Hand, mit dem die Band den ersten Erfolg feierte. Der Titel war 17 Wochen in den deutschen Media Control Charts davon 3 Wochen auf Platz 27. In den Schweizer Charts belegte der Song Platz 7. Kurz darauf folgte die zweite Single You Make Me Feel und das dazugehörige Album „Infusion One“. Tasa nahm neben seinem Part als Sänger ebenfalls den Part des Co-Writers der Gruppe ein.
Im Jahre 2000 gingen die Mitglieder der Band wieder getrennte Wege.
In den Jahren 2002–2004 war Matthew Tasa für Kompositions- & Studioarbeiten und Releases mit DJ Dag und dem Produzenten Boris Bruchhaus zuständig.
2002 produzierte und veröffentlichte Tasa die Eigenkomposition Drive So Far für das amerikanisch/europäische Duo Martin & Johnson (Vertrag bei Warner Music). Der Titel wurde später von Peter Ries nachproduziert.
In den Jahren 2004 und 2005 arbeitete Matthew Tasa unter anderem mit der Sängerin Jessica Wahls (No Angels) als Support-/Backup-Sänger.
2005 arbeitete Tasa zusammen mit Jessica Wahls an ihrem deutschsprachigen Album und war auf der Platte ebenfalls als Backupsänger aktiv. Den Aufnahmen folgten im gleichen Jahr Live-Auftritte mit Jessica Wahls, Rolf Stahlhofen & Friends und Claus Eisenmann (Söhne Mannheims).
Im Jahr 2004 komponierte Tasa den Song Alive in Gedenken an seinen engen Freund und Musiker Paul Morris. Der Song landete auf dem ersten Pop-/Classic-Album von Anna Maria Kaufmann.
Die Songs von Matthew Tasa fanden achtbare Erwähnungen in den ISC Songwriting Competitions, und sein Song Inhale, Exhale erreichte zudem das Finale des Wettbewerbs 2007.
Mit der Songwriting-Agentur Stereo Minds gründete Tasa 2007 zusammen mit seinem Partner Manuel Rongioletti seine eigene Firma. Ihr Song Drive So Far wurde die zweite Veröffentlichung der Band Part Six (EMI). Der Song erreichte die Top 50 der deutschen Charts.
Von 2007 bis 2010 wirkte Tasa bei mehreren Künstlerprojekten mit. So war er an dem Album Phantom des Rappers Tone im Jahr 2009 maßgeblich an der Produktion und Komposition beteiligt und wirkte Ende des Jahres ebenfalls an dem Debütalbum Miyo der Berliner Rapperin Kitty Kat mit. Ebenso war er der Sänger von DJ Antoines Single Every Breath, die in die Schweizer und Österreichischen Charts einstieg.
Ebenfalls Ende 2009 erschien das Album Alles kann besser werden (Nummer-eins-Album in Deutschland) von Xavier Naidoo, auf dem Tasa zusammen mit Martelli den gleichnamigen Song schrieb. 2010 wurde die zweite Single Bitte hör nicht auf zu träumen veröffentlicht. Bei dieser übernahm Tasa zusammen mit Martelli ebenfalls das Musikarrangement.
Seit 2010 ist Matthew Tasa die Stimme von Morris Jones, einem Dance/House-Projekt von Peter Kunz und hat drei Singles veröffentlicht, von der Goldfever sich in den Deutschen Dance Charts platzieren konnte.

## Auszeichnungen
- Gold Award / 2002 – „Words“ DJ Tatana (CH)
- Gold Award / 2006 – Co-Writes auf „PPM City“ von Sir Colin (CH)
- Gold Award / 2008 – „Antoine 2008“ von DJ Antoine (CH)
- Gold Award / 2008 – „A Weekend At Hotel Campari“ von DJ Antoine (CH)
- Gold Award / 2009 – Co-Writes auf „Superhero“ von DJ Antoine (CH)
- Gold Award / 2009 – „Antoine 2009“ von DJ Antoine (CH)
- Gold Award / 2009 – Co-Writes auf „Alles Kann Besser Werden“ von Xavier Naidoo (CH)
- Doppel Platin Award / 2012 – Co-Writes auf „Alles Kann Besser Werden“ von Xavier Naidoo (D)
- Platin Award / 2012 – Co-Writes auf „Danke Für’s Zuhören“ von Xavier Naidoo (D)
- Platin Award / 2012 – Co-Writes auf „Liebe Meines Lebens“ von Adoro (D)
- Gold Award / 2012 – Co-Writes auf „Gespaltene Persönlichkeit“ von Xavas (D)
- Gold Award / 2016 – Co-Writes auf „Auf den Kopf gestellt“ von Roland Kaiser (D)

## Diskografie
- Fusion[2] – „China In Your Hand“ 1999 (Mitautor und Gesang), Platz 27 (17 Wochen in den Charts) in Deutschland, Top 10 in der Schweiz und Österreich
- DJ Tatana – “Words” 2002 (Gesang) Platz 4 in der Schweiz (Gold)
- Part Six – “Drive So Far” 2006 (Mitautor) Platz 43 in Deutschland
- Giovanni Zarrella – „Il Mondo“ 2010 (Mitautor) B-Seite der Single “I can’t dance alone” with Ross Antony, Top 40 and on the album Ancora Musica
- Dream Dance Alliance – Every official Hymn since 2009 (Mitautor)
- Xavier Naidoo – „Alles Kann besser werden“ 2009 (Mitautor) No. 6 (German Media Control Charts)
- Xavier Naidoo – „Bitte Hör Nicht Auf zu träumen“ 2010 (Mitautor) No. 24 (German Media Control Charts)
- Xavier Naidoo – „Alles Kann Besser Werden“ Album 2009 (Mitautor) No. 1 (German Media Control Charts)
- Xavier Naidoo – „Alles Kann Besser Werden“ Live-Album 2010 (Mitautor) No. 5 (German Media Control Charts)
- Morris Jones[3] – „Sunrise“ (Gesang/Mitautor), 2010
- Morris Jones[4] – „Goldfever“ (Gesang/Mitautor), 2010, No. 48 (German Dance Charts)
- Morris Jones[5] – „This Club is a Nightmare“ (Gesang/Mitautor), 2011
- Xavas – „Schau nicht mehr zurück“ Single 2012 (Mitautor) No. 2 (German Media Control Charts)
- Xavas – „Gespaltene Persönlichkeit“ Album 2012 (Mitautor) No. 1 (German Media Control Charts)
- Tone – „Killer“ (Aus dem Album „T.O.N.E.“ 2013)
- Tone feat. Chima – „Nicht ohne dich“ (Aus dem Album „T.O.N.E.“ 2013)